# Aeroderivativna plinska turbina
Aeroderivativna plinska turbina (ang. Aeroderivative gas turbine) je vrsta plinske turbine, ki je bazirana na letalskih reaktivnih motorjih - največkrat turboventilatorskih. V bistvu so prirejeni letalski motorji, ki namesto potiska ustvarjajo mehansko delo na gredi. To se doseže s povečano turbino, ki proizvede karseda največ moči iz delovnega plina. Koncept je podoben kot pri turbopropelerskih in turbogrednih motorjih, ki prav tako proizvajajo mehansko delo, vendar se njih ne označuje kot aeroderivativne. Aeroderivativne turbine so po navadi večjih moči (do 100 MW moči), za primerjavo največji turboprop Kuznecov NK-12 razvija 15 000KM in turbogredni Lotarev D-136 pa 11 400 KM. Navječje industrialne enogredne plinske turbine so sicer precej močnejše npr. Siemens SGT5-8000H razvije 340 MW s plinsko turbino in še dodatnim 180 MW s parno turbino.
Uporabljajo se za generiranje elektrike, poganjanje črpalk na plino- in naftovodih, na naftnih vrtinah in za pogon ladij. Najdemo jih večinoma vojaških ladjah, kjer je potreben močan, lahek in majhen motor. V nekaterih primerih ima ladja dizelski motor, ko so potrebe po moči večje vklopi še plinsko turbino.
Veliko sestavnih delov je enakih kot pri letalskih motorjih, nekateri deli so prilagojeni za drug režim delovanja. Npr. turboventilatorski motor bo večino časa deloval na veliki višini, kjer je zrak redek, plinska turbina pa bo delovala na tleh, kjer je zrak gostejši. Britanska plinska turbina MT30 ima 80% sorodnosti z letalskim Trent 800. 
Aeroderivativne turbine so tudi precej manjših dimenzij in so v nekaterih primerih tudi mobilne. Lahko delujejo na več vrst goriv in ne potrebujejo hlajenja. Krajši je tudi čas postavitve elektrarne. 
Plinske turbine v elektrarnah imajo po navadi samo eno gred, aeroderivativne pa največkrat dve (LMS ima 3). Aeroderivativne imajo krajši zagonski čas in lahko tudi hitreje pospešijo do maksimalne moči, zato so idealne za vrhunce. Slabost plinskih turbin je, da ne delujejo z velikim izkoristkom pri delnih močeh (npr. 25%). Zato imajo vojaške ladje, kdaj tudi 4 turbine, ki jih zaženejo po potrebi.
Možna je tudi uporaba parnega cikla za povečanje izkoristka. Npr. General Electric LMS100 ima izkoristek v enem ciklu 46%, z dodatnim parnim pa 53,8%. To je sicer manj kot dosežejo enogredne plinske  npr. General Electric 9H series in Siemens SGT5-8000H, ki imata obe izkoristek 60% s parnim ciklom. Razlog je v tem, da je LMS100 prirejena za čimvečjo moč v enem ciklu, kar ni  ugodno za dodatni parni cikel. Za večji skupni izkoristek ne pomeni, da se operira plinski del na največjem izkoristku, ampak se išče optimalno razmerje s parnim. Industrialne turbine z dodatnim parnim ciklom, proizvedejo okrog dve trejini moči na plinski turbini in okrog tretjino na parni.  Je pa 46% v enem ciklu je rekord ali pa vsaj zelo blizu za plinske turbine. LM2500 ima 39% izkoristek, LM6000 pa 42%. Za primerjavo dvotaktni dizelski motorji na tovornih ladjah imajo termodinamični izkoristek rahlo čez 50%, v prihodnosti bo najverjetnje 60%. 
Hitrost vrtenja gredi je 3000 obratov/minuto za 50 Hz električna omrežja in 3600 obratov/minuto za 60 Hz.

## Primeri aerdorivativnih plinskih turbin
GE ponuja aeroderivativne turbine moči od 16-100 MW.
Na bazi General Electric CF6:
- General Electric LM2500 (moč 16 od 36 MW odvisno od verzije)
- General Electric LM6000 (moč okrog 43 MW - 54 610KM)
- General Electric LMS100 (moč okrog 100 MW)

Na bazi Rolls-Royce Trent:
- Rolls-Royce MT30